# Adriaan van der Have
Adriaan van der Have (Bloemendaal, 19 januari 1958 - 3 april 2009) is oprichter van Torch Gallery.
Van der Have richtte zich in zijn galerie niet exclusief, maar wel met sterke nadruk op fotografie. Tot de grote namen die Van der Have in de Amsterdamse galerie bracht behoorden: Anton Corbijn, Andreas Gursky, Teun Hocks, Leni Riefenstahl en Loretta Lux.
Hij opende Torch in 1984. Eerder was hij mede-eigenaar van Art Unlimited, de uitgever van ansichtkaarten en ander kunstgericht drukwerk. Ook werkte hij een tijd als lijstenmaker. Die ervaring bracht hem op het idee een galerie te beginnen.

## Media
Het televisieprogramma De Avonden (VPRO) interviewde Adriaan van der Have in 2008.
In de zomer van 2005 publiceerde Boekman, kwartaalblad van de Boekmanstichting, een interview met Willem van Zoetendaal en Adriaan van der Have.
Na zijn overlijden startten vrienden uit de kunstwereld een herdenkingswebsite.